# Coky Giedroyc
Pour les articles homonymes, voir Giedroyc.
Mary-Rose Helen "Coky" Giedroyc, née le 6 février 1963 à Hong Kong, est une réalisatrice britannique.
Elle est nommée au BAFTA Television Award du meilleur téléfilm dramatique pour The Virgin Queen. Elle a également réalisé le pilote non diffusé de la série Sherlock, écrit et créé par Steven Moffat et Mark Gatiss. La BBC a cependant décidé de ne pas diffuser cet épisode, et a commandé trois nouveaux épisodes, la réalisation du nouveau pilote ayant cette fois été confiée à Paul McGuigan. L'épisode non diffusé est disponible sur le DVD de la première saison.

## Filmographie
- 1996 : De la part de Stella
- 1999 : Women Talking Dirty
- 2000-2002 : Affaires non classées (Silent Witness) (série TV) : 3 épisodes
- 2004 : Blackpool (minisérie) : épisodes 4 à 6
- 2006 : The Virgin Queen (minisérie) : épisodes 3 et 4
- 2007 : Oliver Twist (minisérie) : épisodes 1 à 5
- 2010 : The Nativity (minisérie) : épisodes 1 à 4
- 2010 : Sherlock (série TV) : Pilote non diffusé
- 2011 : The Hour (minisérie) : Pilote et épisode 2
- 2012 : Wuthering Heights (Les Hauts de Hurlevent) téléfilm avec Tom Hardy, Charlotte Riley, Andrew Lincoln.
- 2013 : Espions de Varsovie (minisérie)
- 2019 : Comment je suis devenue une jeune femme influente (How to Build a Girl)